# Allygus palliceps
Allygus palliceps är en insektsart som beskrevs av Rauno E. Linnavuori 1965. Allygus palliceps ingår i släktet Allygus och familjen dvärgstritar. Inga underarter finns listade i Catalogue of Life.